# Machaerium lanceolatum
Machaerium lanceolatum är en ärtväxtart som först beskrevs av Vell., och fick sitt nu gällande namn av James Francis Macbride. Machaerium lanceolatum ingår i släktet Machaerium och familjen ärtväxter. Inga underarter finns listade i Catalogue of Life.